# Artension
Artension war eine US-amerikanische Progressive-Metal-Band aus Cortland, New York, die 1992/1993 unter dem Namen Atlantis Rising gegründet wurde und sich 2005 auflöste.

## Geschichte
1992/1993 traf der ukrainisch-amerikanische Keyboarder Vitalij Kuprij, welcher zu diesem Zeitpunkt klassische Musik in der Schweiz studierte, auf den Gitarristen Roger Staffelbach, der in der Jazzschule in Luzern studierte. Sie gründeten kurz darauf die Band Atlantis Rising, die mehrere instrumentale Auftritte in der Schweiz abhielt. Nach mehreren Demos gerieten sie mit Mike Varney von Shrapnel Records in Kontakt, der Interesse an der Band zeigte und zudem vorschlug, einen Sänger zur Band hinzuzufügen. Kuprij kannte bereits den Schlagzeuger Mike Terrana durch eine von Yngwie Malmsteens Touren. Sein Freund, der Bassist Kevin Chown, kam ebenfalls zur Band. Chown kannte Terrana seit Mai 1996, als sie zusammen begonnen hatten, bei Tony MacAlpines Band tätig zu sein. Varney hatte die beiden mit Atlantis Rising durch ein Demo bekannt gemacht und Terrana organisierte die Übersiedlung der Mitglieder in die USA. Durch das Hinzukommen der Mitglieder entschied man sich für eine Umbenennung in Artension. Der Name setzt sich aus den englischen Worten „Art“ („Kunst“) und „Tension“ („Spannung“) zusammen.
Im August 1996 begannen die Aufnahmen zum Debütalbum in den Prarie Sun Studios in Cotati, Kalifornien. Noch ohne Sänger probte die Band drei Tage lang und begann mit den Aufnahmen am vierten Tag, an dem John West als Sänger zur Band gekommen war, nachdem Varney der Band verschiedene Musiker vorgestellt hatte. Nach einer Fotosession begann die Gruppe mit dem Schreiben der Liedtexte, das größtenteils innerhalb von zwei bis drei Tagen erledigt wurde. Nach Aufnahmen, die eineinhalb Tage lang gedauert hatten, begaben sich Terrana und Chown zurück nach Los Angeles. Innerhalb von zwei Wochen wurden die restlichen Aufnahmen von den verbliebenen Mitgliedern fertiggestellt. Das Album besteht aus Demoliedern, die jedoch neu aufgenommen worden waren. Das Album erschien 1996 unter dem Namen Into the Eye of the Storm. Ein Jahr später wurde bereits das zweite Album aufgenommen, wobei Chown mittlerweile nach Detroit gezogen war, während Terrana noch in Los Angeles lebte. Der Tonträger besteht, im Gegensatz zum Vorgänger, aus komplett neuem Material. Die Proben dauerten drei bis vier Tage und fanden erneut in den Prarie Sun Studios statt. Bei den Aufnahmen war Chown etwa fünf bis sechs Tage anwesend. Die Veröffentlichung fand 1997 unter dem Namen Phoenix Rising statt. Im Jahr 1998 ging die Gruppe auf Tour durch Japan. Da Kuprij Probleme hatte, ein Visum zu erhalten, ging die Band nur zu viert in Japan auf Tour. Dabei hielt sich die Band für drei Tage in Osaka und für vier Tage in Tokio auf. Auf dem dritten Album ist Shane Gaalaas als neuer Schlagzeuger zu hören und auch der Bassist Kevin Chown hatte die Band verlassen. Das Album erschien 1999 unter dem Namen Forces of Nature, worauf John Onder als neuer Bassist zu hören ist. Auf dem Album ist, wie bereits bei den beiden Vorgängern, James Murphy als Gastgitarrist vertreten. In unveränderter Besetzung schloss sich im Jahr 2000 das nächste Album Machine an. Für das 2001er Album Sacred Pathways wechselte die Band zum italienischen Label Frontiers Records. Mittlerweile waren Terrana und Chown als Schlagzeuger und Bassist zur Band zurückgekehrt. In den Jahren 2003 und 2005 schlossen sich mit New Discovery und Future World zwei weitere Alben an. Auf letzterem Album ist Steve DiGiorgio als Bassist zu hören. Im Jahr 2005 kam es zur Auflösung der Band.

## Stil
Laut Martin Popoff in The Collector’s Guide of Heavy Metal Volume 3: The Nineties wird auf Into the Eye of the Storm der Glamour und die Dramatik, die bei Yngwie Malmsteen, Deep Purple und Graham Bonnet mitschwingen, angeboten. Vor allem der Gesang von West erinnere an Bonnet. Auf Phoenix Rising klinge er wie eine Mischung aus Joe Lynn Turner, Jørn Lande und Doogie White. Die Musik höre sich wie eine Mischung aus Rainbow, Hair Metal und Progressive Metal an. Zudem klinge die Gruppe wie Deep Purple der 1980er Jahre mit Joe Lynn Turner als Sänger. Auf Forces of Nature entwickle sich die Band langsam zur Power- und Speed-Metal-Institution. Zudem gebe es Improvisationen im Stil von Malmsteens Band. David Perri schrieb in The Collector’s Guide of Heavy Metal Volume 4: The ’00s über New Discovery, dass Artension eine wichtige Band des Progressive Metal ist und als Erweiterung von Alan Parsons, Dream Theater und Stratovarius angesehen werden kann. Die Musik klinge durch die 1970er Jahre beeinflusst und mittlerweile etwas altmodisch. Zudem sei die Musik mit Dream Theater zu Zeiten von Charlie Dominici vergleichbar.
Sowohl Matthias Breusch vom Rock Hard als auch Renald Mienert vom Eclipsed bescheinigen den Musikern, und diesen voran Vitalij Kuprij, eine technische Brillanz, die sich allerdings seit dem Erstling Into the Eye of the Storm kompositorisch nicht mehr eingestellt habe.
Matthias Mineur vom Metal Hammer beschrieb die Musik auf Into the Eye of the Storm als Progressive Metal, den man zwischen Rising Force und Dream Theater einordnen kann. In einer späteren Ausgabe rezensierte Detlef Dengler das Album Machine und beschrieb die Musik als technisch anspruchsvoll „mit bemerkenswerteren Melodien“. Zudem bezeichnete er die Lieder als „melodischen, progressiven und intelligent strukturierten Power Metal mit Siebziger-Flair“. In einer weiteren Ausgabe gab Vitalij Kuprij an, dass er zuerst die Lieder auf dem Piano schreibt und es dann aufnimmt, ehe man gemeinsam an dem Arrangement arbeite. Er sei schon früh durch seinen Vater gefördert worden, indem er von ihm zu verschiedene Schulen und Akademien geschickt worden sei, um sein Pianospiel zu verbessern. Zudem habe er durch die Zusammenarbeit mit James Murphy, Mark Boals, Greg Howe, Tony MacAlpine und Steve DiGiorgio viel gelernt. In derselben Ausgabe rezensierte Dengler das Album Sacred Pathways und bezeichnete die Musik als technisch anspruchsvollen Metal, in dem klassische Musik mit verarbeitet wird. Die Lieder seien melodisch und eingängig, wobei besonders der Gesang und das dominante und anspruchsvolle Keyboardspiel charakteristisch seien. Ein Jahr später besprach Andreas Schöwe das Album New Discovery und merkte an, dass es im Gegensatz zum Vorgänger weniger melodisch ist, sondern sich stärker am Hard Rock orientiere. Durch den Einsatz des Keyboards werde ein „Mittachtziger/Rainbow/Purple-Ambiente“ geschaffen. Das Schlagzeug sei treibend, während Staffelbach die E-Gitarre mit „Malmsteen’scher Virtuosität“ bediene. Das Liedmaterial sei eingängig und schnell zugänglich und klinge wie ein Mix aus Yngwie Malmsteen, Ritchie Blackmore, Pretty Maids, Royal Hunt und Axel Rudi Pell. 2005 rezensierte Marc Halupczok im selben Magazin das Album Future World. Eine Schwäche hiervon sei das Songwriting. Zudem sei die Musik gewöhnlicher Progressive Metal. Der Gesang werde hierbei von den Instrumenten, besonders dem Keyboard, überschattet.

## Diskografie
- 1996: Into the Eye of the Storm (Album, Shrapnel Records)
- 1997: Phoenix Rising (Album, Shrapnel Records)
- 1999: Forces of Nature (Album, Shrapnel Records)
- 2000: Machine (Album, Shrapnel Records)
- 2001: Sacred Pathways (Album, Frontiers Records)
- 2003: New Discovery (Album, Frontiers Records)
- 2005: Future World (Album, Irond / Dark Division (Vertrieb))